# Västra regionen (region i Kamerun)
Västra regionen (franska: Province de l’Ouest, engelska: West Region, franska: Région de l’Ouest, Ouest, engelska: West) är en region i Kamerun. Den ligger i den centrala delen av landet, 200 km nordväst om huvudstaden Yaoundé. Antalet invånare är 1 339 791. Arean är 13 892 kvadratkilometer. Västra regionen gränsar till Nordvästra regionen, Adamaouaregionen, Centrumregionen, Kustregionen och Sydvästra regionen. 
Terrängen i Västra regionen är bergig västerut, men österut är den kuperad.
Västra regionen delas in i:
- Département du Ndé
- Département de Mifi
- Département de la Ménoua
- Département du Haut-Nkam
- Département de Bamoun
- Département de Bamboutos
- Hauts-Plateaux
- Koung-Khi
- Noun
- Tonga
- Bassamba
- Baigom

Följande samhällen finns i Västra regionen:
- Bafoussam
- Mbouda
- Bafou
- Dschang
- Foumban
- Foumbot
- Bafang
- Bangangté
- Kekem
- Tonga
- Bazou
- Ngou
- Bansoa
- Bandjoun
- Bamendjou
- Bana
- Bandrefam